# Zvíkovec (zámek)
Zámek Zvíkovec stojí v městysi Zvíkovec v okrese Rokycany. Postaven byl roku 1753 v barokním slohu na místě starší tvrze, ale dochovaná podoba je výsledkem klasicistní úpravy z roku 1794. Zámecký areál je chráněn jako kulturní památka.

## Historie
Podle Augusta Sedláčka existovalo panské sídlo ve Zvíkovci odedávna. Již v letech 1229–1240 se v písemných pramenech objevují bratři Vlček, Jindřich a Vícemil ze Zvíkova. První písemná zmínka o tvrzi však pochází až z roku 1543, ve kterém si ji do obnovených desk zemských spolu s městečkem, dvorem a několika vesnicemi vložil Linhart Zvíkovský z Brodů. Jeho rod v městečku sídlil od poloviny 15. století. Po Linhartovi statek převzal Bohuslav Zvíkovský z Brodů, po kterém jej zdědila jediná dcera Johanka provdaná za Kryštofa Kokořovce z Kokořova. Její smrtí rod Zvíkovských roku 1595 vymřel a panství zůstalo manželovi. Kryštof Kokořovec je vlastnil jen do roku 1601, kdy Zvíkovec prodal Václavu Varlejchovi z Bubna, který se zúčastnil stavovského povstání, za což mu byl zkonfiskován veškerý majetek.
Novým majitelem se roku 1621 stal Přibík Jeníšek z Újezda a v roce 1623 panství koupil Václav Heraklius z Blíživa, který je roku 1633 prodal hraběti Vilémovi Klenovskému z Janovic. Hrabě tvrz koupil pro svou dceru Evu Eufrosinu, provdanou za Adama Týřovského na Chříči. Během třicetileté války byla tvrz vypálena a Eva ji v roce 1656 jako pustou prodala Mikuláši Václavu Broumovi z Miřetic. Jeho potomci panství drželi až do roku 1737, kdy je koupil František Ladislav Nesslinger ze Selchengrabenu.
Významnou majitelkou se stala Františka Rabenhauptová ze Suché, která tvrz od Františka Nesslingera koupila v roce 1748 a o pět let později nechala na jejím místě postavit barokní zámek. Její dcera Anna Marie z Vydří panství roku 1763 prodala hraběti Františku Josefovi Kinskému. V roce 1786 od něj zámek koupil hrabě Prokop Hartman z Klarštejna, který v roce 1794 nechal zámeckou budovu zvýšit o jedno patro a upravit v klasicistním slohu. Další majitelé se často střídali. Od roku 1809 mezi ně patřil rytíř Matyáš Kalina z Jäthensteinu, který spolu s Václavem Krolmusem v okolí prováděl první archeologické výzkumy. 
Po roce 1948 byl nějakou dobu nevyužívaný, pak jej užíval Jedličkův ústav, poté ústav sociální péče. Dalších 16 let byl opět nevyužitý a chátral a v roce 2016 ho koupil Pavel Fürst a započal s opravami střechy a fasády. Ze zámku se má stát svatební a kulturní centrum.

## Stavební podoba

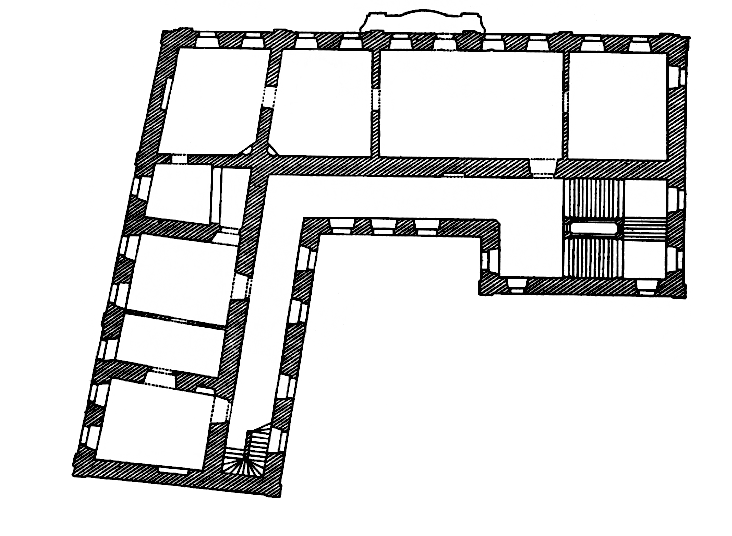
Půdorys zámku

Dvoupatrová budova s mansardovou střechou má dvě křídla spojená v tupém úhlu. Hlavní průčelí je zdůrazněné dvěma postranními rizality ohraničenými průběžnými pilastry a zakončenými segmentovými štíty. Uprostřed průčelí se nachází třetí rizalit s trojhranným štítem s vázami a balkonem neseným polosloupy. Obdélná francouzská okna v prvním patře rizalitu mají suprafenestry zdobené šátkovými festony a římsami, které se stáčí do volut. Vjezd do zámku se nachází pod balkonem a jeho průjezd je zaklenutý čtveřicí polí pruské klenby. Novodobě upravené plochostropé místnosti jsou přístupné průběžnou chodbou podél zadních průčelí. Jednotlivá patra jsou spojena schodišti na koncích chodby. Hlavní schodiště s klenbou se štukovými zrcadly je na západní straně.
K památkově chráněnému areálu patří také vstupní brána, obytná budova čp. 3 v hospodářském dvoře, dvojice obvodových křídel s chlévy (jedno z nich má čp. 98), bývalý pivovar (čp. 2), tarasní zeď s balustrádou na severní straně nádvoří a pak na východní straně areálu. Budova čp. 99 uvnitř areálu a další, drobné stavby nejsou jako součást památky zmíněny.